# Dead Rising 4
Dead Rising 4 es un videojuego de terror de acción y aventura de mundo abierto desarrollado por Capcom Vancouver y publicado por Microsoft Studios. El juego fue lanzado para Windows y Xbox One el 6 de diciembre de 2016. Cuenta con el regreso de Frank West, y está ambientada en un reconstruido Willamette, Colorado, durante la temporada de vacaciones de invierno.
Dead Rising 4 recibió críticas mixtas de los críticos, que elogiaron el juego y el regreso de Frank West; sin embargo, una disminución en la calidad general y algunos problemas técnicos fueron citados como negativos. Una versión de Windows para Steam fue lanzada en marzo de 2017, publicada por Capcom. Una versión de PlayStation 4 del juego, titulada Dead Rising 4: Frank's Big Package, fue lanzada el 5 de diciembre de 2017.

## Jugabilidad
Dead Rising 4 es un videojuego de acción y aventuras cuyo objetivo es explorar el entorno y luchar contra hordas de muertos vivientes. A diferencia de sus predecesores, el juego no cuenta con un sistema de cronómetro o juego cooperativo de historia. Al igual que con los otros juegos de la serie, el juego presenta un entorno de mundo abierto.
Los controles fueron diseñados para ser más ágiles, con botones separados para disparar y ataques cuerpo a cuerpo. Cualquier objeto puede recogerse y usarse como arma, algunos son más eficientes que otros. Frank puede subir de nivel con un sistema de experiencia llamado Prestige Points (PP). Vuelve la toma de fotografías de Dead Rising, con un modo selfie y visión nocturna añadido. La cámara también se utiliza para encontrar pistas durante las misiones.
Cada región tiene una serie de casas seguras que deben estar libres de zombis para poder desbloquear misiones cercanas. Las casas seguras se pueden subir de nivel completando misiones secundarias, lo que a su vez ofrece más cosas para comprar. Los zombis no son los únicos enemigos del juego, pues Frank también se enfrentará a soldados armados con rifles y escopetas.

## Argumento
En septiembre de 2021, Frank West, un ex fotoperiodista que ahora trabaja como profesor universitario, es abordado por una de sus estudiantes, Vicky "Vick" Chu, quien lo convence para que la ayude a investigar un complejo militar, situado en las afueras de Willamette, Colorado – el sitio del segundo brote de zombi. Una vez dentro, descubren que el complejo se está utilizando para la investigación de zombis, pero son descubiertos y obligados a huir, con Frank etiquetado como fugitivo después de que el gobierno lo acusa falsamente.
Cuatro meses después, en 2022, después de Navidad, Frank es encontrado por Brad Park, un agente de la ZDC, quien lo convence para ayudar a investigar un nuevo brote zombi en Willamette durante las rebajas del Black Friday (Viernes Negro), a cambio de los medios para limpiar su nombre y teniendo derechos exclusivos sobre la historia, revelando que Vick ya se fue para investigar el asunto ella misma.
Justo cuando llegan a Willamette, el helicóptero de Frank y Brad es alcanzado por un misil, lo que los obliga a realizar un aterrizaje forzoso en medio del centro comercial. Al enfrentarse a los zombis, se descubre que están infectados con una cepa nueva y más agresiva del parásito contra la que tratamientos anteriores como Zombrex son ineficaces. Frank finalmente descubre que una elusiva organización llamada "Obscuris" está en la ciudad buscando una criatura monstruosa llamada "Calder", y se reúne con Vick en algunas ocasiones, pero sus puntos de vista opuestos les impiden trabajar juntos
Frank logra acercarse a un camión de Obscuris que transporta a Calder, pero se aleja, dejándolo frente a un teniente de Obscuris. Al investigar el laboratorio del Dr. Russell Barnaby, el principal científico detrás del brote zombi en Santa Cabeza, Centroamérica, Frank descubre que durante sus últimos días, Barnaby estaba desarrollando formas de crear zombis con su inteligencia humana intacta antes de que Carlito lo atrajera al Willamette Parkview Mall, lo que provocó su muerte. Calder fue una vez un soldado humano Obscuris mejorado con un exoesqueleto militar transformado por accidente en un mutante inteligente pero violentamente psicótico parecido a un zombi, que descargó los datos de Barnaby en un disco que siempre lleva consigo. Frank se ve obligado a enfrentarse a Calder para recuperarlo.
Más tarde, Frank invade la base de Obscuris y se enfrenta al líder de la organización, Fontana, y al responsable de derribar el helicóptero que los transportaba a él y a Brad. Fontana revela que su grupo no fue responsable del brote. En cambio, fueron contratados por un cliente desconocido para obtener los datos de Calder, buscando utilizar la investigación sobre zombis inteligentes para generar mano de obra barata para fábricas y plantaciones en países en desarrollo. Su enfrentamiento es interrumpido por Calder, quien mata a Fontana. Después de rescatar a varios supervivientes de un grupo de supervivientes psicóticos, Frank persigue a Calder hasta las alcantarillas, donde roba el disco y transfiere los datos a su cámara. Vick aparece con una pistola, obliga a Frank a darle su cámara y huye después de destruir el disco. Frank corre tras ella hasta el centro comercial donde son interceptados por Calder, quien destruye la cámara, y los dos trabajan juntos para matarlo.
Después de la batalla, Vick le revela a Frank que tomó la tarjeta SD de la cámara, que contiene todos los datos del disco, y se reconcilian, acordando compartir el crédito de la historia. Frank, Vick y Brad parten hacia la azotea para ser extraídos en helicóptero, pero una enorme horda de zombis los persigue en el camino. Brad y Vick llegan al helicóptero, pero Frank es agarrado mientras aborda e, incapaz de liberarse, se sacrifica para que Vick y Brad puedan escapar.

### Frank Rising
En este contenido descargable lanzado en abril de 2017, Frank, después de caer del helicóptero, es medio devorado por los zombis, pero de repente, después de que todos los zombis se han ido, las avispas experimentales infectan a Frank, convirtiéndolo en un zombi evo. Esto le otorga nuevas habilidades como escupir ácido, abalanzarse y rugir. Después de adquirir todas estas nuevas habilidades, Frank comienza a comerse tanto humanos como zombis. En el centro comercial Willamette, Frank recibe un disparo y lo llevan al laboratorio de Barnaby, donde le devuelven el control de su cuerpo, pero pierde todos sus poderes. El Dr. Blackburne, el científico Obscuris que trata a Frank, le dice que el ejército planea bombardear Willamette. La única forma de sobrevivir es subirse al helicóptero de evacuación que llegará en breve.
Blackburne también le dice a Frank que podría recuperar todos sus poderes absorbiendo las avispas presentes en los evo zombies. Frank pregunta acerca de una cura, y Blackburne acepta ayudarlo si reúne suministros para ella. Blackburne luego traiciona a Frank, pero él la amenaza para que continúe cooperando. Blackburne explica que necesita ingresar al laboratorio de Barnaby, pero no puede debido a los altos niveles de radiación. Frank finalmente se cura con éxito y se convierte en humano y puede escapar con Blackburne en el helicóptero de evacuación.
Si Frank no recolecta todas las avispas especiales durante el juego, Frank escapa solo con Blackburne y se retira del periodismo, pasando el resto de su vida con el temor de volver a convertirse en zombi. Si lo hace, Hammond y su equipo escapan con ellos y Frank vuelve a ser famoso, escribe un libro sobre su experiencia como zombi que se convierte en un éxito de ventas y expone la participación del gobierno con Obscuris con la ayuda de Vick. Si al jugador se le acaba el tiempo durante 'Los Casos', la historia acaba en un rescate fallido debido a un bombardeo comandado por el Gobierno de Estados Unidos para evitar que la epidemia zombi se extienda por todo el estado.

## Desarrollo
En enero de 2016, Capcom Vancouver anunció que estaba trabajando en dos nuevos proyectos de mundo abierto.
El juego fue anunciado en la conferencia de Microsoft en la E3 2016 con un tráiler y 12 minutos de juego.

Terence J. Rotolo no regresará como la voz de Frank West y, en palabras del gerente, Trant Lee-Aimes, "Queríamos trabajar con alguien que ofreciese una imagen más gris y más antigua de Frank en esta etapa". El cambio demostró ser muy polémico entre algunos fanes, llevándolos a solicitar mediante una petición al desarrollador para restaurar a Rotolo como Frank West.

## Lanzamiento
El juego fue lanzado en todo el mundo el 6 de diciembre de 2016. Microsoft también confirmó que el juego es exclusivo en Windows 10 durante 90 días y un año en Xbox One. El 22 de febrero de 2017, Capcom anunció que Dead Rising 4 se lanzaría para Steam el 14 de marzo. La versión para PlayStation 4, titulada Dead Rising 4: Frank's Big Package, se lanzó el 5 de diciembre de 2017.
El 30 de enero de 2017, se lanzó una actualización descargable gratuita que presenta dos modos de dificultad más difíciles, Hard y Blackest Friday (en los que los enemigos causan más daño, las armas se rompen más rápido y la comida cura menos), y otros cinco disfraces de Super Street Fighter II Turbo junto a Ryu y Akuma, como los atuendos de Guile, M. Bison, Zangief, Cammy y T. Hawk. El 31 de enero, se lanzó una demostración cronometrada en Xbox One que permite a los jugadores experimentar tanto el modo para un jugador como el modo multijugador de Dead Rising 4 durante una hora, y les permite transferir su progreso al juego completo. Una actualización lanzada el 5 de diciembre que agrega un nuevo modo de juego llamado Capcom Heroes, que le permite a Frank ponerse 17 nuevos atuendos basados en las franquicias de videojuegos de Capcom, cada uno con su propio conjunto de movimientos.

## Recepción
Dead Rising 4 recibió críticas "mixtas o promedio" de los críticos, según el sitio web agregador de reseñas Metacritic.
A Brandin Tyrrel de IGN le gustó el nuevo Frank West y la visión del juego sobre el consumismo navideño, así como la "presentación detallada y la cuidadosa consideración que se puso tanto en el mundo como en la historia". Tyrrel sintió que Capcom había equilibrado lo absurdo de la jugabilidad con inteligencia y sentimiento, pero específicamente encontró las casas seguras demasiado simples y decepcionantes, y escribió que "le hubiera encantado ver algún tipo de sistema de defensa de refugios en juego". Jeff Cork, de Game Informer, elogió de manera similar la jugabilidad y escribió que Capcom Vancouver "infundió a la serie ideas nuevas y algunas de las mejores acciones que ha tenido en una década". Cork sintió que la historia era un poco rutinaria y se sintió decepcionado con los nuevos y originales pero sosos y genéricos "maníacos" (que sirven como jefes del juego y reemplazan a los psicópatas de los juegos anteriores) y la falta de una campaña cooperativa, pero elogió las nuevas características de juego como las mejoras de la cámara y el exotraje, así como las mejoras en el mapa en comparación con el mapa de Dead Rising 3. Por otro lado, Sam Prell, de GamesRadar+, escribió que «la mayor parte de Willamette es una imagen borrosa, soñolienta y poco inspiradora», y que la historia carecía de un jefe final satisfactorio y que demasiados objetivos resultaban repetitivos. Reconoció que a algunos jugadores podrían no gustarles los cambios en la apariencia y la voz de Frank West, pero escribió que «tiene la misma personalidad de listillo con un corazón de oro de siempre» y que «todavía vale la pena animarlo». Prell sintió que la eliminación del temporizador presente en juegos anteriores fue una "mejora fantástica" y escribió que, junto con la simplificación de los jefes del juego y los puntos de guardado, Dead Rising 4 era una "entrada más informal y tranquila que sus hermanos mayores", pero en última instancia creyó que tiene más éxito de lo que fracasa.
Escribiendo una reseña menos positiva, Chris Carter de Destructoid escribió que si bien le gustaban las animaciones estilo cómic y el tono exagerado del juego, sentía que "se puso una gran cantidad de esfuerzo en él". No le gustaba el nuevo Frank West, que le recordaba a un Ash Williams menos interesante, y "directamente no le gustaba que el temporizador hubiera desaparecido en el modo principal". Sintió que la falta de una historia cooperativa y de puntos de guardado específicos eran comprensibles, pero la eliminación del sistema de temporizador eliminó la tensión y sintió que era "una decisión sórdida" que Capcom Vancouver fuera a traer de vuelta el temporizador en el próximo DLC pago Dead Rising 4: Frank Rising. Al escribir para GameSpot, Scott Butterworth sintió que "para un juego que trata sobre asesinatos de zombis sin sentido, la narrativa es notablemente hábil", y la relación entre Frank y Vick era matizada y creíble. Butterworth creía que "la yuxtaposición de matanza y tontería de Dead Rising crea un mundo memorable", y resumió su reseña escribiendo que, a pesar de que la fórmula de matanza de zombis de la serie se ha vuelto un poco débil después de todos estos años, la "historia sorprendentemente bien elaborada, [...] las nuevas armas combinadas y los amplios elementos de mundo abierto [...] convierten a Dead Rising 4 en una pieza de entretenimiento palomitas de maíz exagerada que captura los mejores elementos de la serie". James Stephanie Sterling comparó favorablemente la locura del juego con la serie Saints Row. Reconocieron y simpatizaron con los jugadores veteranos de Dead Rising que se sintieron desanimados por los cambios que realizó Dead Rising 4, como la eliminación del sistema de cronómetro, el reemplazo del actor de voz de Frank West y su nueva apariencia, y el tono más cómico del juego, pero no pudieron evitar encontrarlo "un juego muy bueno, muy divertido, muy gracioso".

### Ventas
Para abril de 2017, Dead Rising 4 había vendido menos de un millón de unidades, por debajo de la expectativa de Capcom de dos millones. Al 30 de septiembre de 2024, la versión original de Windows y Xbox One había vendido 1,60 millones de unidades.

### Reconocimientos
| Año  | Premio                                                     | Categoría                                        | Resultados | Referencia    |
| ---- | ---------------------------------------------------------- | ------------------------------------------------ | ---------- | ------------- |
| 2017 | 2017 National Academy of Video Game Trade Reviewers Awards | Song Collection                                  |            | [ 29 ]        |
| 2017 | 15th Annual Game Audio Network Guild Awards                | Best Original Vocal Song - Pop ("Oh Willamette") |            | [ 30 ]        |
| 2017 | Golden Joystick Awards 2017                                | Xbox Game of the Year                            |            | [ 31 ]        |
| 2018 | 2018 National Academy of Video Game Trade Reviewers Awards | Sound Effects (Frank's Big Package)              |            | [ 32 ] [ 33 ] |

## Secuela cancelada
Capcom Vancouver estaba desarrollando una secuela del juego, titulada Dead Rising 5, para Windows y Xbox One. El juego se desarrolló entre Dead Rising 2 y Dead Rising 3, y habría seguido las aventuras de Chuck y Katey Greene en México. El proyecto fue cancelado cuando Capcom Vancouver cerró en septiembre de 2018.